# Júlia Clary
Maria Júlia Clary (Marsella, 26 de desembre de 1771 – Florència, 7 d'abril de 1845) fou reina de Nàpols, de 1806 a 1808, i d'Espanya, de 1808 a 1813, pel seu matrimoni amb Josep I Bonaparte, germà gran de Napoleó, emperador de França.

## Família
Júlia va néixer a Marsella el 26 de desembre de 1771, filla de François Clary, comerciant benestant del ram de la seda, i de Rose Somis. L'1 d'agost de 1794 es va casar amb Josep Bonaparte a Cojas dei Pins, molt a prop de Marsella. El germà del seu espòs el comandant segon, en aquella època, Napoleó Bonaparte es va enamorar de la germana petita de Júlia, Désirée Clary. Un any després es prometrien formalment però les ambicions polítiques de Napoleó el conduïren a trencar el compromís i decantar-se per Josefina de Beauharnais.
Del matrimoni Bonaparte Clary nasqueren tres filles: Júlia Josefina, Zenaida Letícia i Carlota Napoleona.

## Reina regent d'Espanya
Quan Josep fou nomenat rei de Nàpols, el 1806, es traslladà a la cort de la ciutat. El 1808, quan Josep fou substituït pel seu cunyat Joachim Murat, retornà a París. Aquell mateix any, en rebre la investidura de rei d'Espanya com a Josep I, Júlia no va acompanyar aquest a Madrid i va romandre a l'Oise, al nord de París, convertint-se en l'única reina d'Espanya que mai va visitar el país.

## Vida posterior
Les relacions amb el seu marit van anar refredant-se sobretot per les seves reiterades infidelitats. El 1813, Josep I va abdicar de la corona espanyola i es traslladaren a viure a Suïssa el 1814. Un any després, amb la desfeta de Napoleó, s'exiliaren a Nova York però Júlia tornà aviat cap a Europa amb les seves filles.
El 1816 visità la seva germana Désirée a Suècia, on era reina. D'allà es desplaçà a Frankfurt, on residí 6 anys. Més tard a Brussel·les i d'allà finalment a Florència, on es tornà a reunir amb el seu marit Josep l'any 1840.
Josep moriria el 1844 i vuit mesos més tard ho faria Júlia, el 7 d'abril de 1845. Fou enterrada a la Basílica de la Santa Creu de la ciutat, on reposa al costat de la seva filla Carlota.